# Luxiaria permotaria
Luxiaria permotaria là một loài bướm đêm trong họ Geometridae.